# Бусси де Претис, Джованни Баттиста
Джованни Баттиста Бусси де Претис (итал. Giovanni Battista Bussi de Pretis; 11 сентября 1721, Урбино, Папская область — 27 июня 1800, Ези, Папская область) — итальянский куриальный кардинал, доктор обоих прав. Епископ Йези с 21 февраля 1794 по 27 июня 1800. Кардинал-священник с 21 февраля 1794, с титулом церкви Сан-Лоренцо-ин-Панисперна с 12 сентября 1794.  